# Johnny English
Johnny English is een parodiefilm uit 2003, met in de hoofdrol Rowan Atkinson. De film was een groot succes, maar kreeg veel kritiek van filmkenners. In de film speelt Atkinson een stuntelige agent van de Britse Geheime Dienst, die een juwelendiefstal moet oplossen. Een tweede deel kwam uit in 2011, Johnny English Reborn.
De persoon Johnny English is gebaseerd op een persoon, genaamd Richard Latham. Atkinson speelde die persoon tijdens een serie reclames voor Barclaycard. De gehele film is een parodie op James Bond.

## Verhaal
In het begin van de film komt de beste geheim agent van de Britse geheime dienst MI7 om het leven, omdat het luik van een duikboot niet opende. Dit was de schuld van geheim agent Johnny English (Atkinson), die verantwoordelijk was voor de code van het luik. Dit luik had hij zelf nog extra goed nagekeken.
Alle agenten van de geheime dienst MI7 worden gedood bij een aanslag. Het hoofd van MI7, Pegasus, kan alleen nog geheim agent Johnny English inzetten om de zaak van de gestolen kroonjuwelen op te lossen. 
English komt er al snel achter dat Pascal Sauvage (John Malkovich) iets met de diefstal te maken heeft. English gaat, zonder toestemming van zijn baas, achter Sauvage aan. English komt erachter dat Sauvage eigenlijk koning wil worden van Groot-Brittannië, om zo het land te gebruiken als gevangenis voor alle gevangenen van de hele wereld. Wanneer Sauvage het voor elkaar krijgt om de koningin van Engeland voor zichzelf en haar directe familie afstand te laten doen van de troon door dreiging met het doodschieten van haar hond, blijkt Sauvage als ver familielid van de koningin de troonopvolger te zijn.
Tijdens de kroning probeert Johnny English te voorkomen dat Sauvage wordt gekroond. Nadat Sauvage zijn plannen voor Engeland bekendmaakt, wil hij gekroond worden. English belandt echter net voordat de kroon door de aartsbisschop van Canterbury op Sauvages hoofd wordt gezet, op de stoel van Sauvage. Daarmee is Johnny English de nieuwe koning van Engeland, en laat hij Sauvage arresteren, maar geeft de kroon terug aan Queen Elizabeth.

## Rolverdeling
| Acteur               | Personage                  |
| -------------------- | -------------------------- |
| Rowan Atkinson       | Johnny English             |
| Natalie Imbruglia    | Lorna Campbell             |
| John Malkovich       | Pascal Sauvage             |
| Tasha de Vasconcelos | Hertogin Alexandra         |
| Ben Miller           | Bough                      |
| Greg Wise            | Agent One                  |
| Douglas McFerran     | Carlos Vendetta            |
| Steve Nicolson       | Dieter Klein               |
| Terence Harvey       | Aanwezig bij de begrafenis |

## Trivia
- In de laatste minuut van de film wordt gezegd dat Sauvage waarschijnlijk de strop zal krijgen. Dit is echter niet toegestaan volgens de Human Rights Act 1998, die het Verenigd Koninkrijk heeft ondertekend.
- Atkinson speelde in 1983 in de onofficiële James Bondfilm Never Say Never Again.
- In de hele film vuurt Atkinson geen enkele kogel af, ondanks dat hij een wapen draagt (dat constant uit elkaar valt als hij wil vuren).
- De film bracht internationaal meer dan 158 miljoen dollar op.
- Op 4 september 2011 kwam het vervolg Johnny English Reborn uit en 13 september 2018 kwam de derde deel Johnny English Strikes Again uit.
- Rowan Atkinson bezit een Aston Martin die er precies hetzelfde uitziet als de Aston in de film.